# Дальневосточное отделение Российской академии наук
Дальневосточное отделение Российской академии наук (сокр. ДВО РАН) — региональное отделение Российской академии наук, которое является развитой территориально-распределённой системой комплексных научных центров, институтов, стационаров и научных станций, заповедников, охватывающей практически всю территорию Дальневосточного федерального округа. Научные центры ДВО РАН находятся во Владивостоке, Хабаровске, Петропавловске-Камчатском, Магадане, Благовещенске, Южно-Сахалинске. Отдельные институты работают в Биробиджане, Анадыре.
На начало 2017 года в составе Дальневосточного отделения трудилось около 7500 человек, среди них 2500 научных сотрудников, в том числе 23 академиков и 41 членов-корреспондентов РАН, на начало 2005 года более 300 докторов и 1150 кандидатов наук.

## Этапы развития
Академическая научная организация на Дальнем Востоке была неоднократно реорганизована и переименована:
- 1932—1939 — Дальневосточный филиал АН СССР
- 1943—1948 — Дальневосточная научно-исследовательская база АН СССР
- 1949—1957 — Дальневосточный филиал АН СССР
- 1958—1970 — Дальневосточный филиал Сибирского отделения АН СССР

В октябре 1970 года постановлением Президиума Академии наук СССР во Владивостоке, на базе научных учреждений Сибирского отделения АН СССР, был организован Дальневосточный научный центр Академии наук СССР.
- 1970—1986 — Дальневосточный научный центр АН СССР (ДВНЦ АН СССР)
- 1987—1991 — Дальневосточное отделение АН СССР (ДВО АН СССР)
- с декабря 1991 — Дальневосточное отделение Российской академии наук (ДВО РАН).

## Председатели ДВО РАН
- академик Еляков, Георгий Борисович (с 1991 по 2001)
- академик Сергиенко, Валентин Иванович (с 2001 по 2022)
- академик Кульчин, Юрий Николаевич (с 2022)

### Президиум
- Кульчин, Юрий Николаевич — академик, председатель
- Долгих, Григорий Иванович — академик, заместитель председателя
- Ларин, Виктор Лаврентьевич — член-корреспондент РАН, заместитель председателя
- Богатов, Виктор Всеволодович — член-корреспондент РАН, главный учёный секретарь
- Адрианов, Андрей Владимирович — академик
- Акуличев, Виктор Анатольевич — академик
- Беседнова, Наталья Николаевна — академик
- Буренин, Анатолий Александрович — член-корреспондент РАН
- Воронов, Борис Александрович — член-корреспондент РАН
- Гордеев, Евгений Ильич — академик
- Горячев, Николай Анатольевич — член-корреспондент РАН
- Диденко, Алексей Николаевич — доктор геолого-минералогических наук
- Журавлёв, Юрий Николаевич — академик
- Левин, Борис Вульфович — член-корреспондент РАН
- Левин, Владимир Алексеевич — академик
- Максимов, Аркадий Леонидович — член-корреспондент РАН
- Минакир, Павел Александрович — академик
- Сергиенко, Валентин Иванович — академик
- Смагин, Сергей Иванович — член-корреспондент РАН
- Сорокин, Анатолий Петрович — член-корреспондент РАН
- Стоник, Валентин Аронович — академик
- Ханчук, Александр Иванович — академик
- Шевцов, Борис Михайлович — доктор физико-математических наук

## Структура ДВО РАН

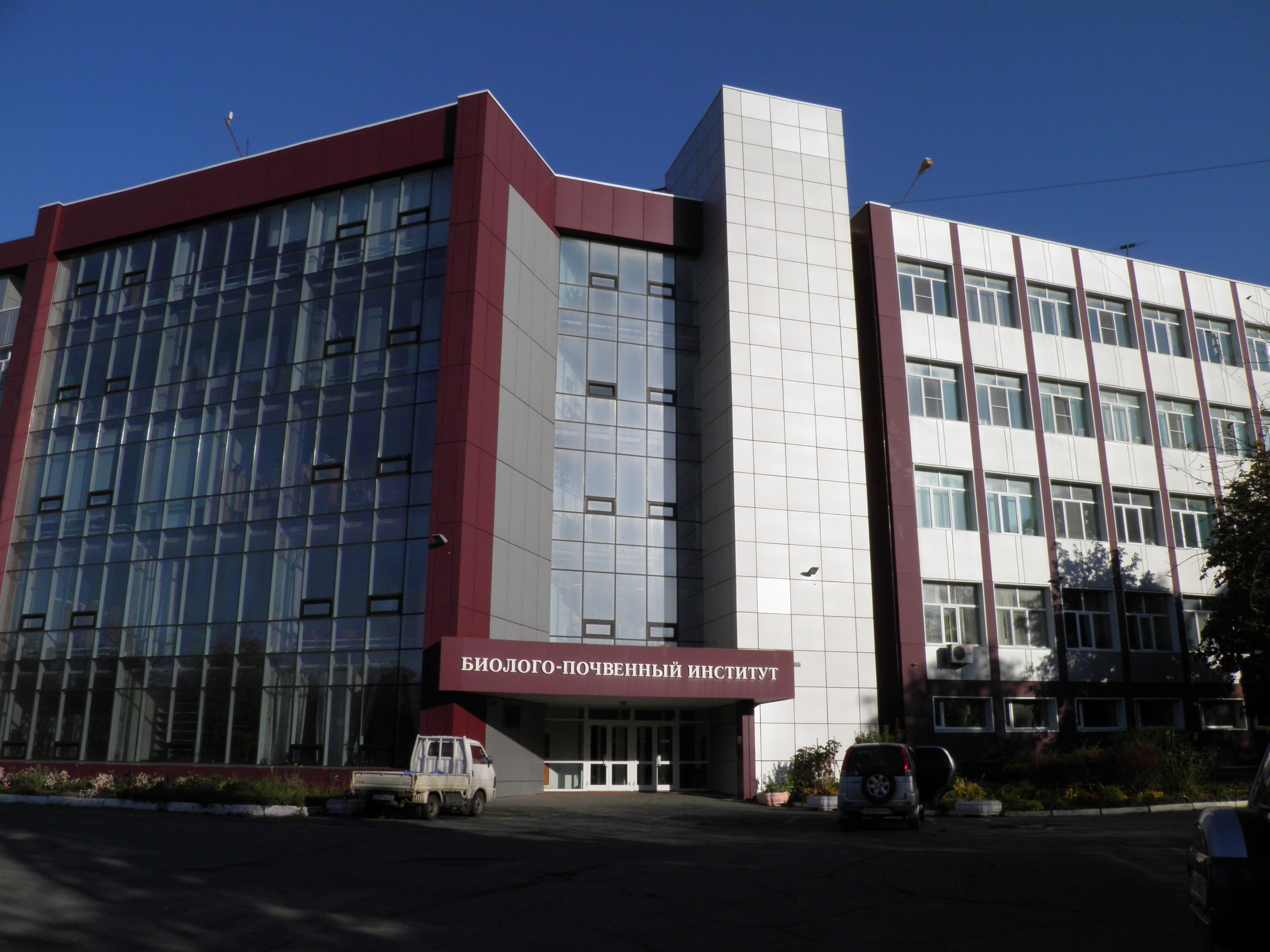
ФНЦ Биоразнообразия ДВО РАН

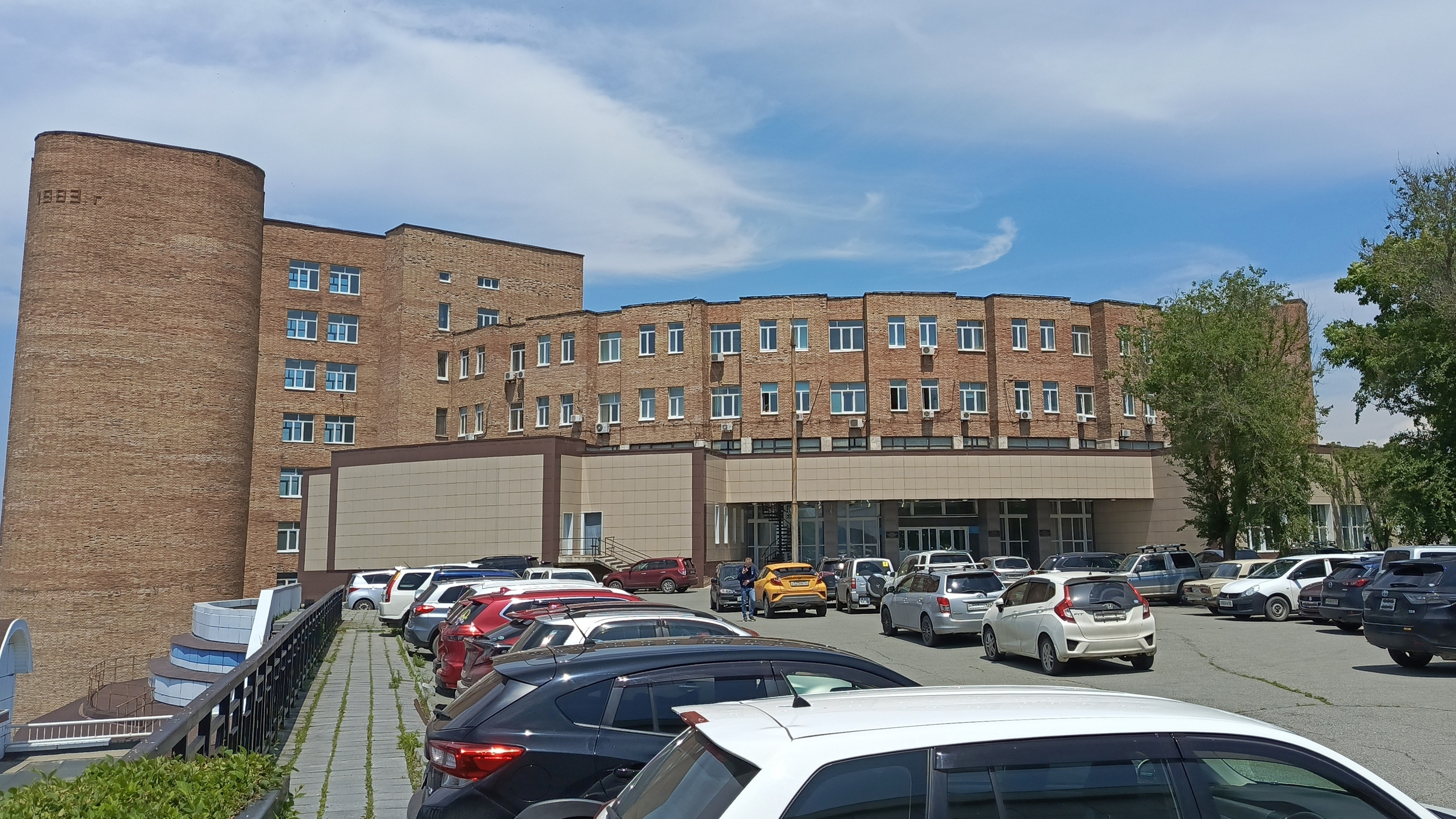
Национальный научный центр морской биологии имени А. В. Жирмунского

## Научные центры и институты, находящиеся под научно-методическим руководством ДВО РАН
- Приморский край
  - Институт автоматики и процессов управления ДВО РАН (ИАПУ ДВО РАН)
  - Институт прикладной математики ДВО РАН (ИПМ ДВО РАН)
  - Институт проблем морских технологий им. академика М.Д. Агеева ДВО РАН (ИПМТ ДВО РАН)
  - Институт химии ДВО РАН (ИХ ДВО РАН)
  - Тихоокеанский институт биоорганической химии им. Г.Б. Елякова ДВО РАН (ТИБОХ ДВО РАН)
  - Федеральный научный центр биоразнообразия наземной биоты Восточной Азии ДВО РАН (ФНЦ Биоразнообразия ДВО РАН)
  - Горнотаежная станция (ГТС) им. В.Л. Комарова - филиал ФНЦ Биоразнообразия ДВО РАН
  - Национальный научный центр морской биологии им. А.В. Жирмунского ДВО РАН (ННЦМБ ДВО РАН)
  - Филиал ННЦМБ ДВО РАН НОК «Приморский океанариум»
  - Ботанический сад-институт ДВО РАН (БСИ ДВО РАН)

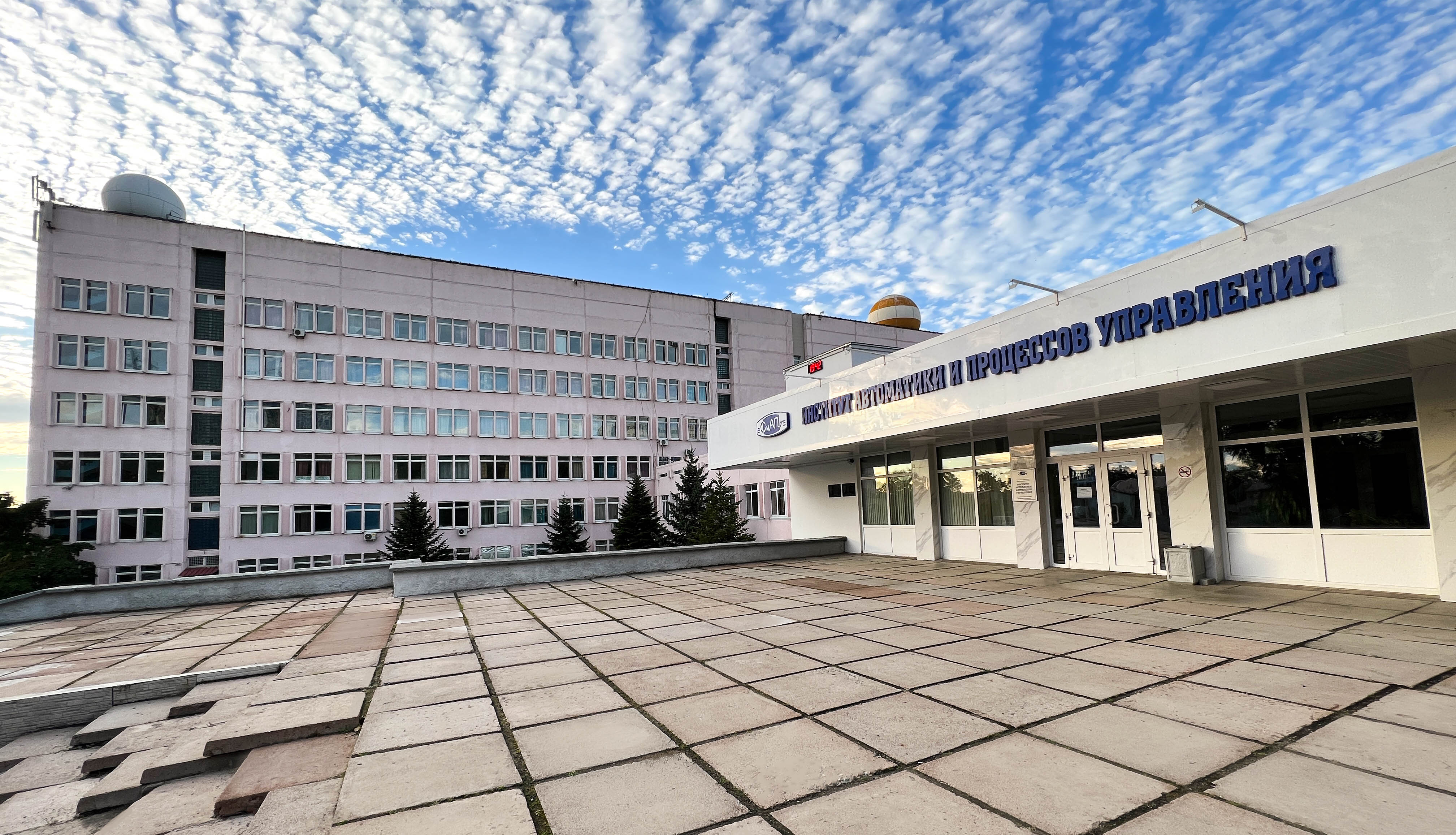
Институт автоматики и процессов управления ДВО РАН

  - Институт автоматики и процессов управления ДВО РАНДальневосточный геологический институт ДВО РАН (ДВГИ ДВО РАН)
  - Тихоокеанский океанологический институт им. В.И. Ильичева ДВО РАН (ТОИ ДВО РАН)
  - Тихоокеанский институт географии ДВО РАН (ТИГ ДВО РАН)
  - Институт истории, археологии и этнографии народов Дальнего Востока ДВО РАН (ИИАЭ ДВО РАН)
- Амурская область
  - Институт геологии и природопользования ДВО РАН (ИГиП ДВО РАН)
  - Амурский филиал Ботанического сада-института ДВО РАН
- Еврейская автономная область
  - Институт комплексного анализа региональных проблем ДВО РАН (ИКАРП ДВО РАН)
- Хабаровский край
  - Хабаровский Федеральный исследовательский центр ДВО РАН (ХФИЦ ДВО РАН)
  - Институт экономических исследований ДВО РАН (ИЭИ ДВО РАН)
  - Институт тектоники и геофизики им. Ю.А. Косыгина ДВО РАН (ИТиГ ДВО РАН)
  - Хабаровское отделение ИПМ ДВО РАН (ХО ИПМ ДВО РАН)
- Сахалинская область
  - Институт морской геологии и геофизики ДВО РАН (ИМГиГ ДВО РАН)
  - Специальное конструкторское бюро средств автоматизации морских исследований ДВО РАН (СКБ САМИ ДВО РАН)
  - Сахалинский филиал ДВГИ ДВО РАН
  - Сахалинский ботанический сад, отдел Ботанического сада-института ДВО РАН
- Камчатский край
  - Институт вулканологии и сейсмологии ДВО РАН (ИВиС ДВО РАН)
  - Институт космофизических исследований и распространения радиоволн ДВО РАН (ИКИР ДВО РАН)
  - Научно-исследовательский геотехнологический центр ДВО РАН (НИГТЦ ДВО РАН)
  - Камчатский филиал Тихоокеанского института географии (КФ ТИГ)
- Магаданская область
  - Северо–Восточный комплексный научно-исследовательский институт им. Н.А. Шило ДВО РАН (СВКНИИ ДВО РАН)
  - Институт биологических проблем Севера ДВО РАН (ИБПС ДВО РАН)
  - Научно-исследовательский центр «Арктика» ДВО РАН (НИЦ «Арктика» ДВО РАН)

Сельскохозяйственные научные учреждения
- Приморский край
  - Федеральный научный центр агробиотехнологий Дальнего Востока им. А.К.Чайки (ФНЦ агробиотехнологий Дальнего Востока им. А.К. Чайки), г. Уссурийск
- Камчатский край
  - Камчатский научно-исследовательский институт сельского хозяйства (Камчатский НИИСХ)
- Амурская область
  - Дальневосточный зональный научно-исследовательский ветеринарный институт (ДальЗНИВИ)
  - Федеральное государственное бюджетное научное учреждение Федеральный научный центр «Всероссийский научно-исследовательский институт сои» (ФГБНУ ФНЦ ВНИИ сои)
- Магаданская область
  - Магаданский научно-исследовательский институт сельского хозяйства (Магаданский НИИСХ)
- Сахалинская область
  - Сахалинский научно-исследовательский институт сельского хозяйства (Сахалинский НИИСХ)

Медицинские научные учреждения
- Приморский край
  - Владивостокский филиал «Дальневосточного научного центра физиологии и патологии дыхания» (Владивостокский филиал ДНЦ ФПД)
- Хабаровский край
  - Научно-исследовательский институт охраны материнства и детства (НИИ охраны материнства и детства) - Хабаровский филиал «Дальневосточного научного центра физиологии и патологии дыхания» (Хабаровский филиал ДНЦ ФПД)
- Амурская область
  - Дальневосточный научный центр физиологии и патологии дыхания (ДНЦ ФПД)

## Премии ДВО РАН
Дальневосточным отделением РАН учреждены и ежегодно присуждаются Премии имени выдающихся учёных Дальнего Востока России в целях поощрения учёных за труды, научные открытия, имеющие важное значение для дальнейшего развития фундаментальных и прикладных исследований. Направленность премий охватывает практически всё разнообразие естественных, технических и гуманитарных наук, в том числе имеющих особое значение для развития Дальневосточного региона:
- Премия имени академика В. П. Мясникова — за работы в области математики и механики;
- Премия имени профессора У. Х. Копвиллема — за работы в области теоретической физики;
- Премия имени профессора Ф. Г. Староса — за работы в области экспериментальной физики;
- Премия имени академика А. А. Воронова — за работы в области информатики и проблем управления;
- Премия имени профессора В. Т. Быкова — за работы в области физической и неорганической химии;
- Премия имени академика Г. Б. Елякова — за работы в области органической и биоорганической химии;
- Премия имени академика О. Г. Кусакина — за исследования морских организмов и экосистем;
- Премия имени академика В. Л. Касьянова — за работы в области молекулярной, клеточной биологии и биологии развития морских организмов;
- Премия имени профессора А. И. Куренцова — за исследования наземных организмов и экосистем;
- Премия имени академика ВАСХНИЛ Б. А. Неунылова — за работы в области физико-химической биологии и агрохимии;
- Премия имени академика Ю. А. Косыгина — за работы в области геологии;
- Премия имени члена-корреспондента АН СССР Б. И. Пийпа — за работы в области вулканологии и сейсмологии;
- Премия имени академика С. Л. Соловьёва — за работы в области исследований природных катастроф;
- Премия имени академика В. И. Ильичёва — за работы в области океанологии, гидрофизики и акустики океана;
- Премия имени академика И. П. Дружинина — за работы в области географии и геоэкологии;
- Премия имени академика А. В. Жирмунского — за работы в области экологии;
- Премия имени академика А. И. Крушанова — за работы в области гуманитарных наук.